# Лаврики (Полтавський район)
Ла́врики —  село в Україні, у Полтавській міській громаді Полтавського району Полтавської області. Населення становить 94 осіб. До 2020 орган місцевого самоврядування — Абазівська сільська рада.

## Географія
Село Лаврики знаходиться на лівому березі річки Полузір'я, вище за течією на відстані 2,5 км розташоване село Падалки, нижче за течією на відстані 3,5 км розташоване село Рожаївка, на протилежному березі - села Абазівка та Соломахівка. Поруч проходить залізниця, станція Абазівка за 1 км.

## Історія
12 червня 2020 року, відповідно до розпорядження Кабінету Міністрів України № 721-р «Про визначення адміністративних центрів та затвердження територій територіальних громад Полтавської області», село увійшло до складу Полтавської міської громади.
19 липня 2020 року, в результаті адміністративно - територіальної реформи та ліквідації Полтавського району (1925—2020), село увійшло до складу новоутвореного Полтавського району.